# 阿氏奥島
阿氏 奥島（あし の おくしま、あうじ の おくしま、生没年不詳）は、奈良時代の官人、歌人。

## 人物
奥島は天平2年（730年）に太宰師だった大伴旅人邸で開かれた宴に参加し、その時に梅花を詠んだ句が『万葉集』に収録されている。「梅の花散らまく惜しみわが園の竹の林に鶯鳴くも」がその句である。
阿氏は氏を一字だけ取って中国風に記したもので、本姓は安倍氏、安曇氏、阿刀氏などが考えられるが、安倍氏とするのが通説である。天平勝宝4年（752年）の『上野国新田郡淡甘郷戸主矢田部根麻呂調黄絁』に主当国司正六位行介阿倍朝臣息嶋という人名が見え、これを奥島に比定する説がある。

## 参考
- 『万葉集』